# Fraisselinas
Fraisselines (en francès Fresselines) és una localitat i comuna de França, a la regió de la Nova Aquitània, departament de la Cruesa. La seva població al cens de 1999 era de 671 habitants. Està integrada a la Communauté de communes du Pays Dunois.

## Demografia
| 1968 | 1975 | 1982 | 1990 | 1999 |
| ---- | ---- | ---- | ---- | ---- |
| 1123 | 983  | 846  | 735  | 671  |

## Administració
| Període | Identitat            | Partit |
| ------- | -------------------- | ------ |
| 1989-   | Jean-Claude Dugenest | PS     |